# Zoltán Kásás
Zoltán Kásás, né le 15 septembre 1946 à Tiszaalpár, est un joueur de water-polo hongrois. Il est le père du joueur de water-polo Tamás Kásás.
Joueur de l'équipe de Hongrie de water-polo masculin , il est médaillé d'argent olympique aux Jeux olympiques d'été de 1972.